# Ja nočnoj chuligan
Ja nočnoj chuligan è il primo album del cantante russo Dima Bilan.

## Canzoni
| #   | Titolo                   | Titolo Scritto con Alfabeto Italiano | Titolo Inglese                             |
| --- | ------------------------ | ------------------------------------ | ------------------------------------------ |
| 1.  | Я Ночной Хулиган         | Ya Nochnoy Huligan                   | I am a Night Hooligan                      |
| 2.  | Звёздочка Моя Ясная      | Zvezdochka Moya Yasnaya              | My Clear Star                              |
| 3.  | Малыш                    | Malish                               | Baby                                       |
| 4.  | Я Так Люблю Тебя         | Ya Tak Lyublyu Tebya                 | I Love You So Much                         |
| 5.  | SMS                      |                                      |                                            |
| 6.  | Girlfriend               |                                      |                                            |
| 7.  | Я Ошибся, Я Попал        | Ya Oshibsa, Ya Popal                 | I've Made Mistake, I've Swallowed The Bait |
| 8.  | Июньский Дождь           | Iunskiy Docshd'                      | June Rain                                  |
| 9.  | Дорогая                  | Dorogaya                             | Dear                                       |
| 10. | Бум!                     | Bum!                                 | Boom!                                      |
| 11. | Полная Луна              | Polnaya Luna                         | Full Moon                                  |
| 12. | Ты Была Всегда Такой     | Ti Bila Vsegda Takoy                 | You Were Always Such A Sort Of Person      |
| 13. | Капелька Крови           | Kapelka Krovi                        | Droplet Of Blood                           |
| 14. | Я Жду Тебя               | Ya Schdu Tebya                       | I'm Waiting For You                        |
| 15. | Ты, Только Ты            | Ti, Tolko Ti                         | You, Only                                  |
| 16. | Я Так Люблю Тебя (Remix) | Ya Tak Lyublyu Tebya (Remix)         | I Love You So Much (Remix)                 |

## La riedizione
Nel 2004 è uscita la riedizione dell'album con 19 canzoni, di cui 15 originali più quattro nuovi brani:
1. Бессердечная (Heartless)
2. В последний раз (The last time)
3. Остановите музыку (Stop the music)
4. Тёмная ночь (The Dark Night)